# El Pino de Tormes
El Pino de Tormes är en ort i Spanien. Den ligger i provinsen Provincia de Salamanca och regionen Kastilien och Leon, i den centrala delen av landet, 190 km väster om huvudstaden Madrid. El Pino de Tormes ligger 767 meter över havet och antalet invånare är 183.
Terrängen runt El Pino de Tormes är huvudsakligen platt. El Pino de Tormes ligger nere i en dal. Runt El Pino de Tormes är det mycket tätbefolkat, med 1 095 invånare per kvadratkilometer. Närmaste större samhälle är Salamanca, 13,4 km sydost om El Pino de Tormes. Trakten runt El Pino de Tormes består till största delen av jordbruksmark.